# Herman Cornelis Jorissen
Herman Cornelis Jorissen (Dordrecht, 19 maart 1874 - Dubbeldam, 19 augustus 1959) was een Nederlandse architect.

## Leven en werk
Herman Cornelis Jorissen werd op 19 maart 1874 geboren in Dordrecht als zoon van Pieter Christiaan Jorissen en Maria Agatha van den Broek. Hij ging naar school aan het Instituut Lauer in Arnhem, waarvandaan hij op 15 september 1891 naar Zutphen verhuisde. Jorissen slaagde daar op 30 juli 1896 van de Hogere Burgerschool (HBS) en vertrok op 12 oktober 1896 naar Delft waar hij van 1897 tot 1899 studeerde aan de Polytechnische School (nu TU Delft). Volgens de Adresboeken Delft woonde hij in 1897 aan de Binnenwatersloot 27, in 1898 in Dordrecht en in 1899 aan de van Blankenburgstraat 39 in Den Haag.
Jorissen vestigde zich op 3 oktober 1899 vanuit Den Haag in Amsterdam aan de Kerkstraat 209. Zijn beroep was toen ‘teekenaar’. Hij werd hier lid van de vereniging Architectura et Amicitia, waar zijn inzending voor het motto van het jaar “Tijden-gang” in 1904 werd bekroond, en waar hij een verslag schreef over een excursie naar het Muiderslot in Architectura. Via Architectura et Amicitia maakte Jorissen kennis met Willem Cornelis Bauer, voor wie Jorissen tekeningen voor een ‘hut’ in kunstenaarscommune Walden en het huisje voor Truida Everts maakte, en voor villa De Zonnehof in Aerdenhout.
Het is aannemelijk dat Jorissen enkele opdrachten uit de kring van familie en kennissen ontving. Zo ontwierp architect F.W.M. Poggenbeek het rijksmonumentale koetshuis aan de eveneens rijksmonumentale Villa Jorissen (Singel 97) dat door Willem Kromhout ontworpen was. In zijn vroege jaren vervaardigde Jorissen tekeningen voor de door Poggenbeek ontworpen psychiatrische instellingen Willem Arntszhoeve in Den Dolder en Duin en Bosch in Castricum.
Hij vertrok 25 maart 1902 naar Lisse, waar hij woonde bij zijn tantes van den Broek, de ongetrouwde zusters van zijn grootmoeder. Daarvandaan keerde hij op 27 augustus 1907 terug naar Amsterdam, nu als architect van beroep, en woonde vanaf 20 november 1907 aan Moreelsestraat 7. Mogelijk was Jorissen in 1906 als bouwkundig leraar verbonden aan Teekenschool “Hendrick de Keyser” aan de Nieuwezijds Voorburgwal 212.
Hij trouwde op 21 november 1907 met Geertruij Sandbergen, met wie hij vier kinderen zou krijgen. In 1909 wordt hij genoemd als architect in dienst van NV De Stukken, opgericht in 1906 ter exploitatie van onroerende goederen te Huizen, meer in het bijzonder het gebied op de hoek van de Naarderstraat en de toenmalige Zwarteweg (nu Flevolaan). Jorissen ontwierp hier in ieder geval villa De Stukken, en tekende in 1910 een kaart van de bouwterreinen van het villapark De Stukken.
Na het vroegtijdige overlijden van zijn broer Willem, zelf schilder en getrouwd met de schilderes Marie Jorissen-Cox, voor wie Jorissen Villa Maria Hoeve in Prinsenbeek ontworpen had, verliet hij Amsterdam voorgoed op 17 mei 1911 en vestigde zich met zijn vrouw Geertruij en zijn zoon Pieter Christiaan tussen 19 en 26 mei 1911 in Dordrecht, op Toulonselaan 21. Hier werd hij in hetzelfde jaar met Gilles Kloppert, die zijn timmerfabriek inbracht, mede-oprichter van N.V. De Klopper. De N.V. breidde uit tot een fabriek voor machinale houtbewerking op Voorstraat 388 die ook meubels produceerde, maar uit het Hinderwetvergunningsarchief blijkt dat de N.V. in 1927 al was opgeheven. Vanaf eind jaren '20  adverteerde Jorissen weer onder eigen naam, en ontwierp hij voornamelijk huizen, gebouwen en boerderijen in Dordrecht en omgeving. Aan het eind van zijn carrière ontwierp hij de Elimkerk in Hendrik Ido Ambacht, waar ook zijn laatste ontwerp staat: een woning voor zijn zoon.
Naast bouwkundig tekenaar en architect was Jorissen ook fotograaf. Zijn fotografisch oeuvre is overgedragen aan het Regionaal Archief Dordrecht en op de website gepubliceerd.
Jorissen overleed op 19 augustus 1959 op 85-jarige leeftijd in Dubbeldam. Hij is op 22 augustus begraven op Begraafplaats Essenhof.

## Lijst gebouwen
- 1901, Aerdenhout, De Zonnehof, Bentveldsweg 102[27][28][29]
- 1904, Prinsenbeek, Villa Maria Hoeve, Liesboslaan 18[30]
- 1906, Huizen, Huize de Stukken (later Villa Sparrenhoek), Stukkenlaan 11[31]
- 1908, Amersfoort, Utrechtseweg 202 (oud 211)[32]
- 1908, Utrecht, Maliesingel 25[33]
- 1909, Den Dolder, Geneeskundig gesticht voor krankzinnigen Willem Arntszhoeve
- 1912, Dordrecht, Winkelhuis met bovenwoning, Grote Spuistraat 32 (voorheen 16-18)[34]
- 1913, Dordrecht, Vier herenhuizen, Oranjelaan 284-290 (voorheen 36-42)[35][36][37]
- 1913, Castricum, Geneeskundig gesticht Duinenbosch (o.m. koetshuis, stal en koetsierswoning)[38]
- 1921, Dordrecht, Groenedijk 80-82 (voorheen 90-92)[39]
- 1928, Diepenheim, de middenpartij van Kasteel Warmelo
- 1929, Strijen, De Maria Hoeve, Weelsedijk 61[40]
- 1929, Dordrecht, Koffiehuis annex lunchroom, Merwedestraat 2 (gesloopt 2014)[41][42][43][44][45]
- 1930, Maasdam, Raadhuisstraat 10 (voorheen Lagedijk)
- 1930, Dordrecht, Vrieseweg 86-88[46]
- 1932, Dordrecht, verbouwing Steegoversloot 66 (voorheen 72)[47]
- 1935, Papendrecht, Westeind 47a (voorheen Papendrechtse Dijk)
- 1937, Dordrecht, Nieuweweg 82 (voorheen 42)[48]
- 1941, Dordrecht, Wijziging kantoorgebouw Siroopfabriek van Momfrooy aan Noorderstraat 23[49][50]
- 1950, Hendrik Ido Ambacht, Elimkerk, Burg. van Akenwijk 6[51]
- 1953, Hendrik Ido Ambacht, Fabrieksloods en kantine, Veersedijk 269-271
- 1956, Hendrik Ido Ambacht, Veersedijk 275[52]